# دهستان نیلکوه
نیلکوه، دهستانی است از توابع بخش مرکزی شهرستان گالیکش در استان گلستان ایران.

## جمعیت
جمعیت این دهستان بر اساس سرشماری سال ۱۳۸۵ (۸۱۸ خانوار) برابر با ۳٬۲۳۹ نفر
بوده است.